# Ancylus ashangiensis
Ancylus ashangiensis és una espècie mol·lusc gastròpode d'aigua dolça de la família Planorbidae.

## Hàbitat
Viu a l'aigua dolça.

## Distribució geogràfica
Es troba a Etiòpia: llac Ashangi.